# Eugenia lucens
Eugenia lucens är en myrtenväxtart som beskrevs av Brother Alain. Eugenia lucens ingår i släktet Eugenia och familjen myrtenväxter. Inga underarter finns listade i Catalogue of Life.